# Richard H. Tilly
Pour les articles homonymes, voir Tilly.
Richard Hugh Tilly, né le 17 octobre 1932 à Chicago et mort le 18 février 2023 à Münster, est un professeur des universités américain, enseignant l'histoire économique et sociale.